# Xestia homochroma
Xestia homochroma là một loài bướm đêm trong họ Noctuidae.